# Rachel Ah Koy
Rachel Ah Koy (née le 31 mai 1989 aux Fidji) est une nageuse des îles Fidji. Elle est la petite-fille de l'homme d'affaires, homme politique et diplomate Sir James Ah Koy. 

## Biographie
Elle participe aux Jeux du Commonwealth en 2002 et en 2006. En 2002, elle établit 2 nouveaux records nationaux. L'un sur le 50 mètres brasse, en 34 s 99, et le second sur le 100 mètres brasse, en 1 min 17 s 33. En 2006, elle se qualifie pour les demi-finales sur les 50m et 100m brasse, mais n'atteint pas la finale,.
Ah Koy remporte une médaille d'argent au 200 m 4 nages aux Jeux du Pacifique Sud à l'âge de 14 ans, derrière Diane Bui Duyet de Nouvelle-Calédonie et devant sa compatriote Caroline Pickering. Ah Koy remporte l'or sur le 100 m brasse lors de cette édition. Elle participe également aux Jeux du Pacifique Sud en 2007, remportant une médaille d'argent sur le 200 m 4 nages, derrière Lara Grangeon de Nouvelle-Calédonie.
Elle est invitée par la Fiji Swimming Association à représenter les Fidji aux Jeux olympiques d'été de 2008 à Pékin, mais refuse, préférant se consacrer à ses études à l'Université d'Otago en Nouvelle-Zélande.